# Козак Віталій Володимирович
Віта́лій Володи́мирович Коза́к — майор Центру спеціальних операцій «Альфа» Служби безпеки України, учасник російсько-української війни, що відзначився у ході російського вторгнення в Україну. Герой України (2024).

## Нагороди
- Звання Герой України з врученням ордена «Золота Зірка» (22 березня 2024) — за особисту мужність і героїзм, виявлені у захисті державного суверенітету та територіальної цілісності України, самовіддане служіння Українському народові[1][2].